# JuMZ

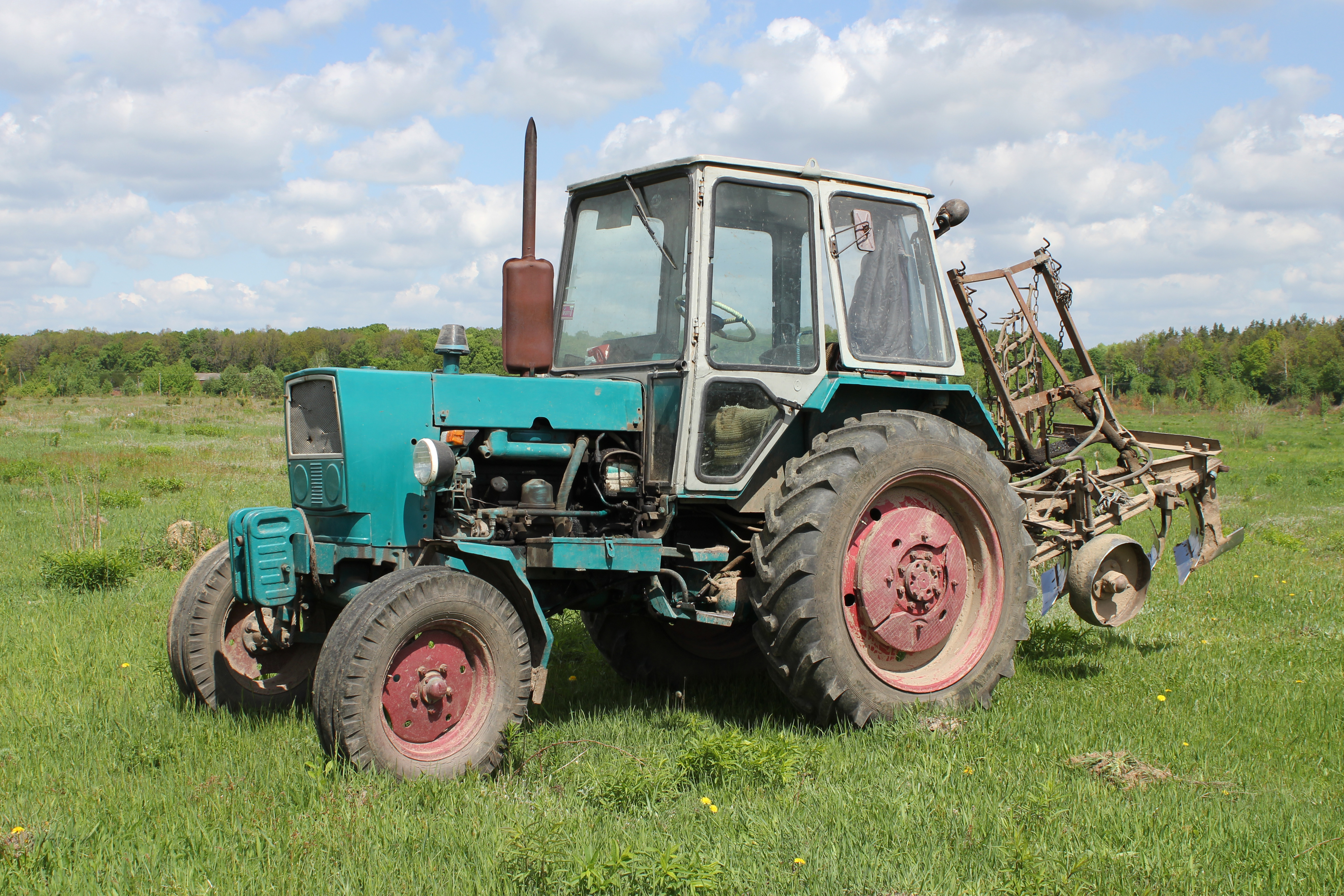
Ciągnik JUMZ-6KL

JUMZ (ukr. ЮМЗ, ang. UMZ) – marka ukraińskich ciągników rolniczych produkowanych przez Yuzhmash (Jużmasz). Od początku produkcji blisko 1,8 mln ciągników marki JUMZ znalazło swoich użytkowników w 70 krajach świata.

## Historia
- W 1953 roku rozpoczęła się produkcja ciągników rolniczych w Dniepropietrowsku.
- W 1954 roku rozpoczęto produkcję ciągnika MTZ-2 zaadaptowanego z Mińskiej Fabryki Ciągników.
- W 1958 roku rozpoczęto produkcję ciągnika MTZ-5 zaadaptowanego z Mińskiej Fabryki Ciągników.
- W 1970 roku rozpoczęto produkcję modelu JUMZ-6 powstałego na bazie ciągnika MTZ-5. Wyposażony został w 65-konny silnik D-65 produkcji Rybińskiej Fabryki Silników o pojemności 4,74 litra.(65KM przy 1750obr.)[2]
- W 1995 roku wytworzono dwa nowe prototypy JUMZ-6010 z 60-konnym silnikiem (diesel D-60 dostarczany przez Fabryki im. Małyszewa z Charkowa) oraz JUMZ-8210 z 80-konnym silnikiem D-313 lecz rząd nie miał pieniędzy na ich produkcję[3]
- W 1998 nowe modele ciągników JUMZ-8071/8271, JUMZ-8080/8280 z powodzeniem przeszły rządowe testy. Lecz poszukiwanie lepszego designu doprowadziła do wytworzenia modeli Dnipro JUMZ-8085/8285 i JUMZ-10080/10280 ze 100-konnym silnikiem IVECO 8545.25.485 i przedni mostem Carraro[4]
- W 2014 na targach Agro-2014 na Ukrainie został zaprezentowany ciągnik JUMZ 10254Н wyposażony w 102-konny silnik 1104D-44TA Tier 3 angielskiej firmy Perkins, przedni most i 3-zakresową przekładnię tureckiej firmy Hema o 16 biegach do przodu i 8 do tyłu. Oferowana jest również wersja z 105-konnym silnikiem D-245 białoruskiej z Mińskiej Fabryki Silników (model JUMZ 10244H) oraz 100-konnym silnikiem Deutz WP4T100E20 (model JUMZ 10264H)[5][6].